# Покрет чајанка
Покрет чајанка (енгл. Tea Party movement) је био фискално конзервативни, друштвено-политички покрет који је настао 2009. године у Сједињеним Америчким Државама, након низа повезаних протеста на локалном и националном нивоу. Име „Чајанка“ представља алузију на Бостонску чајанку (engl. Boston Tea Party), догађај из 1773. године када су се амерички колонисти побунили против британске владе која је покушала да успостави монопол на увоз чаја у колоније.

## Циљеви покрета
Будући да покрет није директно повезан ни са једном организацијом, тешко је прецизно дефинисати његове главне циљеве. Већина симпатизера и активиста покрета подржава економски конзервативне идеје и смањење буџетске потрошње, међутим њихови ставови о другим политичким, друштвеним и економским питањима могу да се у великој мјери разликују. Уговор из Америке (engl. Contract from America), међутим, може открити остварење којих циљева већина симпатизера и активиста покрета подржава. Идејни творац уговора је Рајан Хекер, а 10 циљева на чије се остваривање позивају амерички законодавци изабрали су гласачи путем интернета, мада су у одређивању коначних 10 циљева улогу имале и одређене конзервативне групе.
- Уговор наводи 10 принципа или циљева, и позива законодавце да раде на њиховом остваривању:[4]

1. Навести уставни основ за сваки нови закон.
2. Одбацити политику давања подстицаја загађивачима за смањење емисије угљен-диоксида.
3. Захтјевати избалансиран федерални буџет, и захтјевати да се донесе уставни амандман којим би се захтијевала двотрећинска већина у конгресу за било какво повећање пореза.
4. Поједноставити порески систем.
5. Извршити ревизију уставности за све савезне владине агенције и идентификовати оне агенције чија би се надлежност могла пренијети на савезне државе.
6. Ограничити годишњи раст савезних трошкова.
7. Укинути сет закона о здравственој заштити који су донијети 23. марта 2010. године.
8. Започети потрагу за додатним енергетским резервама, како би се смањила зависност од страних извора енергије.
9. Смањити доношење прописа којим се одређени пројекти изузимају од пореза или им се одобравају савезна средства.
10. Смањити порезе.

## Симбол покрета
Гадсденова застава је усвојена као симбол Покрета чајанка. На застави је исписана порука Немој ме газити или Не стај на мене (engl. Don't Tread on Me). Застава потиче из периода Америчког рата за независност. Носили су је и неки чланови америчког конгреса на протестима покрета. 